# Trà Lý (phường)
Trà Lý là một phường thuộc tỉnh Hưng Yên, Việt Nam.

## Địa lý
Phường Trà Lý nằm ở phía tây nam của tỉnh Hưng Yên, có vị trí địa lý:
- Phía đông nam giáp phường Trần Lãm.
- Phía tây giáp phường Thái Bình.
- Phía bắc giáp xã Nam Đông Hưng và xã Nam Tiên Hưng.

## Lịch sử
Ngày 16 tháng 6 năm 2025, Ủy ban Thường vụ Quốc hội ban hành Nghị quyết số 1666/NQ-UBTVQH15 về việc sắp xếp các đơn vị hành chính cấp xã của tỉnh Hưng Yên năm 2025. Theo đó, sắp xếp toàn bộ diện tích tự nhiên, quy mô dân số của phường Hoàng Diệu và các xã Đông Mỹ, Đông Hoà, Đông Thọ, Đông Dương thành phường mới có tên gọi là phường Trà Lý.